# ITF Women’s Circuit 2010 (April–Juni)
In den folgenden Tabellen werden die Tennisturniere des zweiten Quartals des ITF Women’s Circuit 2010 dargestellt.

## Turnierplan
| Kategorien |
| ---------- |
| $100.000   |
| $75.000    |
| $50.000    |
| $25.000    |
| $10.000    |

### April
| Datum 1 | Turnierort                                                          | Siegerin Einzel        | Siegerinnen Doppel                          |
| ------- | ------------------------------------------------------------------- | ---------------------- | ------------------------------------------- |
| 05.04.  | Torhout                                                             | Mona Barthel           | Mona Barthel Justine Ozga                   |
| 05.04.  | Civitavecchia                                                       | Renata Voráčová        | Darja Kustawa Renata Voráčová               |
| 05.04.  | Incheon                                                             | Lee Jin-a              | Irina-Camelia Begu Erika Sema               |
| 05.04.  | Jackson                                                             | Mirjana Lučić          | Maria Fernanda Alves Ana-Clara Duarte       |
| 05.04.  | Ain Suchna                                                          | Marta Sirotkina        | Anna Brazhnikova Marta Sirotkina            |
| 05.04.  | Hvar                                                                | Mădălina Gojnea        | Marlot Meddens Nicole Thijssen              |
| 05.04.  | Ningbo                                                              | Tian Ran               | Wang Yafan Yang Zhaoxuan                    |
| 12.04.  | Johannesburg Soweto Open 2010                                       | Nina Brattschikowa     | Witalija Djatschenko Eirini Georgatou       |
| 12.04.  | Osprey                                                              | Jamie Hampton          | María Irigoyen Florencia Molinero           |
| 12.04.  | Gimhae                                                              | Latisha Chan           | Chang Kyung-mi Lee Jin-a                    |
| 12.04.  | Kairo                                                               | Renata Voráčová        | Eva Birnerová Renata Voráčová               |
| 12.04.  | Tessenderlo                                                         | Nicola Geuer           | Magdalena Kiszczyńska Emma Laine            |
| 12.04.  | San Severo                                                          | Milana Špremo          | Gioia Barbieri Anastasia Grymalska          |
| 12.04.  | Bol                                                                 | Dijana Banoveć         | Alexandra Cadanțu Alexandra Damaschin       |
| 12.04.  | Astana                                                              | Manana Shapakidze      | Jewgenija Paschkowa Marija Scharkowa        |
| 19.04.  | Dothan                                                              | Edina Gallovits        | Alina Schidkowa Nastassja Jakimawa          |
| 19.04.  | Bari                                                                | Kristína Kučová        | Iryna Burjatschok Anastassija Piwowarowa    |
| 19.04.  | Changwon                                                            | Lee Jin-a              | Chang Kyung-mi Lee Jin-a                    |
| 19.04.  | Poza Rica                                                           | Lauren Albanese        | Lauren Albanese Julia Cohen                 |
| 19.04.  | Torrent                                                             | Mónica Puig            | Benedetta Davato Yevgeniya Kryvoruchko      |
| 19.04.  | Šibenik                                                             | Mădălina Gojnea        | Alexandra Cadanțu Dalija Safirowa           |
| 19.04.  | Almaty                                                              | Xenija Palkina         | Jewgenija Paschkowa Marija Scharkowa        |
| 19.04.  | Mie                                                                 | Sachie Ishizu          | Yurina Koshino Miki Miyamura                |
| 26.04.  | Cagnes-sur-Mer Open GDF Suez de Cagnes-sur-Mer Alpes-Maritimes 2010 | Kaia Kanepi            | Mervana Jugić-Salkić Darija Jurak           |
| 26.04.  | Gifu                                                                | Karolína Plíšková      | Erika Sema Tomoko Yonemura                  |
| 26.04.  | Charlottesville                                                     | Michaëlla Krajicek     | Julie Ditty Carly Gullickson                |
| 26.04.  | Brescia                                                             | Naomi Cavaday          | Naomi Cavaday Anastassija Piwowarowa        |
| 26.04.  | Ipswich                                                             | Sally Peers            | Moe Kawatoko Miki Miyamura                  |
| 26.04.  | Gimcheon                                                            | Kim Na-ri              | Chang Kyung-mi Lee Jin-a                    |
| 26.04.  | Vic                                                                 | Isabel Rapisarda Calvo | Mihaela Buzărnescu Cristina-Madalina Stancu |
| 26.04.  | Bournemouth                                                         | Romana Tabák           | Alice Balducci Martina Caciotti             |
| 26.04.  | Antalya                                                             | Ons Jabeur             | Martina Caciotti Sandra Zaniewska           |

### Mai
| Datum 1 | Turnierort           | Siegerin Einzel          | Siegerinnen Doppel                          |
| ------- | -------------------- | ------------------------ | ------------------------------------------- |
| 03.05.  | Jounieh              | Pataricia Mayr           | Petra Cetkovská Renata Voráčová             |
| 03.05.  | Indian Harbour Beach | Edina Gallovits          | Christina Fusano Courtney Nagle             |
| 03.05.  | Fukuoka              | Junri Namigata           | Misaku Doi Kotomi Takahata                  |
| 03.05.  | Rio de Janeiro       | Bianca Botto             | Bianca Botto Amanda Carreras                |
| 03.05.  | Bundaberg            | Natsumi Hamamura         | Marija Mirkovic Jessica Moore               |
| 03.05.  | Florenz              | Liana Ungur              | Maret Ani Julia Schruff                     |
| 03.05.  | Charkiw              | Çağla Büyükakçay         | Ljudmyla Kitschenok Nadija Kitschenok       |
| 03.05.  | Badalona             | Lara Arruabarrena Vecino | Olga Brózda Barbara Sobaszkiewicz           |
| 03.05.  | Wiesbaden            | Scarlett Werner          | Barbara Bonić Nataša Zorić                  |
| 03.05.  | Edinburgh            | Tímea Babos              | Amanda Elliott Jacelyn Rae                  |
| 03.05.  | Tarakan              | Zhang Ling               | Ayu-Fani Damayanti Lavinia Tananta          |
| 10.05.  | Saint-Gaudens        | Kaia Kanepi              | Claire Feuerstein Stéphanie Foretz          |
| 10.05.  | Kurume               | Kristýna Plíšková        | Sun Shengnan Xu Yifan                       |
| 10.05.  | Prag                 | Lucie Hradecká           | Xenija Lykina Maša Zec Peškirič             |
| 10.05.  | Raleigh              | Johanna Konta            | Kristie Ahn Nicole Gibbs                    |
| 10.05.  | Tanjung Selor        | Melanie Klaffner         | Liu Wanting Zhang Ling                      |
| 10.05.  | Rio de Janeiro       | Olivia Sanchez           | Maria Fernanda Alves Florencia Molinero     |
| 10.05.  | Caserta              | Romina Oprandi           | Kazjaryna Dsehalewitsch Irena Pavlovic      |
| 10.05.  | Tortosa              | Victoria Larrière        | Camila Silva Awgusta Anatoljewna Zybyschewa |
| 17.05.  | Karuizawa            | Natsumi Hamamura         | Ayumi Oka Akiko Yonemura                    |
| 17.05.  | Charkiw              | Ljudmyla Kitschenok      | Katerina Avdiyenko Ksenija Mileuskaja       |
| 17.05.  | Moskau               | Aleksandra Krunić        | Anna Arina Marenko Ekaterina Yakovleva      |
| 17.05.  | Rivoli               | Nadia Lalami             | Stefania Chieppa Valentina Sulpizio         |
| 17.05.  | Bukarest             | Alexandra Cadanțu        | Laura-Ioana Andrei Mădălina Gojnea          |
| 17.05.  | Sunchang             | Lee Ye-ra                | Kim Kun-hee Yu Min-hwa                      |
| 17.05.  | Durban               | Chanel Simmonds          | Sanna Bhambri Rushmi Chakravarthi           |
| 17.05.  | Landisville          | Alexandra Mueller        | Gail Brodsky Alexandra Mueller              |
| 24.05.  | Carson               | Coco Vandeweghe          | Lindsay Lee-Waters Megan Moulton-Levy       |
| 24.05.  | Kusatsu              | Akiko Yonemura           | Kumiko Iijima Tomoko Yonemura               |
| 24.05.  | Goyang               | Kim Na-ri                | Kim Kun-hee Yu Min-hwa                      |
| 24.05.  | Grado                | Anna Tatischwili         | Han Xinyun Lu Jingjing                      |
| 24.05.  | Izmir                | Tamira Paszek            | Maria Fernanda Alves Tamira Paszek          |
| 24.05.  | Velenje              | Stephanie Vogt           | Alenka Hubacek Tammi Patterson              |
| 24.05.  | Craiova              | Alexandra Cadanțu        | Alexandra Cadanțu Alexandra Damaschin       |
| 24.05.  | Olecko               | Marcella Koek            | Martina Borecká Martina Kubičíková          |
| 24.05.  | Ra’anana             | Julia Glushko            | Julia Glushko Keren Shlomo                  |
| 24.05.  | Durban               | Chanel Simmonds          | Nicole Rottmann Blanka Szávay               |
| 24.05.  | Sumter               | Jelena Pandžić           | Alexandra Mueller Ashley Weinhold           |
| 31.05.  | Rom                  | Lourdes Domínguez Lino   | Christina McHale Olivia Rogowska            |
| 31.05.  | Maribor              | Zhang Shuai              | Andreja Klepač Tadeja Majerič               |
| 31.05.  | Nottingham           | Elena Baltacha           | Sarah Borwell Raquel Kops-Jones             |
| 31.05.  | Buxoro               | Irini Georgatou          | Tatia Mikadse Sopia Schapatawa              |
| 31.05.  | Brünn                | Zuzana Ondrášková        | Carmen Klaschka Laura Siegemund             |
| 31.05.  | Sarajevo             | Liana Ungur              | Iryna Burjatschok Irena Pavlovic            |
| 31.05.  | Galatina             | Anne Schäfer             | Martina Gledacheva Lisa Sabino              |
| 31.05.  | Bukarest             | Mădălina Gojnea          | Laura-Ioana Andrei Mădălina Gojnea          |
| 31.05.  | Komoro               | Sachie Ishizu            | Shūko Aoyama Maya Kato                      |
| 31.05.  | Hilton Head Island   | Alexis King              | Jacqueline Cako Erica Krisan                |
| 31.05.  | Cantanhede           | Shayna McDowell          | Elina Gassanowa Julija Parassjuk            |
| 31.05.  | São Paulo            | Nathalia Rossi           | Ekaterina Shulaeva Roxane Vaisemberg        |

### Juni
| Datum 1 | Turnierort                                | Siegerin Einzel        | Siegerinnen Doppel                       |
| ------- | ----------------------------------------- | ---------------------- | ---------------------------------------- |
| 07.06.  | Marseille Open GDF Suez de Marseille 2010 | Klára Zakopalová       | Johanna Larsson Yvonne Meusburger        |
| 07.06.  | Zlín                                      | Patricia Mayr          | Eva Birnerová Stéphanie Foretz           |
| 07.06.  | Szczecin                                  | Magda Linette          | Petra Cetkovská Eva Hrdinová             |
| 07.06.  | El Paso                                   | Coco Vandeweghe        | Angela Haynes Ahsha Rolle                |
| 07.06.  | Campobasso                                | María Irigoyen         | Juliana Fedak Anastassija Wassyljewa     |
| 07.06.  | Budapest                                  | Mathilde Johansson     | Teodora Mirčić Lenka Wienerová           |
| 07.06.  | Qarshi                                    | Lee Jin-a              | Natela Dsalamidse Darja Kutschmina       |
| 07.06.  | Apeldoorn                                 | Angelique van der Meet | Elyne Boeykens Leonie Mekel              |
| 07.06.  | Iași                                      | Mădălina Gojnea        | Mădălina Gojnea Ionela-Andreea Iova      |
| 07.06.  | Amarante                                  | Melanie Gloria         | Melanie Gloria Daniela Múñoz Gallegos    |
| 07.06.  | Córdoba                                   | Mailen Auroux          | Mailen Auroux Karen Castiblanco          |
| 07.06.  | Tokio                                     | Shūko Aoyama           | Shūko Aoyama Akari Inoue                 |
| 07.06.  | Brasilia                                  | Fernanda Faria         | Fernanda Faria Paula Cristina Gonçalves  |
| 14.06.  | Montpellier                               | Mathilde Johansson     | Lu Jingjing Laura Siegemund              |
| 14.06.  | Padua                                     | Liana Ungur            | Sandra Klemenschits Andreja Klepač       |
| 14.06.  | Bratislava                                | Lenka Juriková         | Katarína Kachlíková Lenka Tvarošková     |
| 14.06.  | Buenos Aires                              | Mailen Auroux          | Lucia Jara Lozano Guadalupe Pérez Rojas  |
| 14.06.  | Köln                                      | Sandra Zaniewska       | Katerina Avdiyenko Pemra Özgen           |
| 14.06.  | Lenzerheide                               | Tanja Ostertag         | Olga Brózda Sylwia Zagorska              |
| 14.06.  | Montemor-o-Novo                           | Magali de Lattre       | Melanie Gloria Daniela Múñoz Gallegos    |
| 14.06.  | Alkmaar                                   | Marcella Koek          | Anna Arina Marenko Swjatlana Piraschenka |
| 14.06.  | Mount Pleasant                            | Petra Rampre           | Kaitlyn Christian Caitlin Whoriskey      |
| 21.06.  | Boston                                    | Jamie Hampton          | Kimberly Couts Tetjana Luschanska        |
| 21.06.  | Périgueux                                 | Petra Cetkovská        | Elise Tamaela Scarlett Werner            |
| 21.06.  | Getxo                                     | Sílvia Soler Espinosa  | Sandra Klemenschits Andreja Klepač       |
| 21.06.  | Rom                                       | Patricia Mayr          | Sophie Ferguson Trudi Musgrave           |
| 21.06.  | Kristinehamn                              | Lenka Wienerová        | Mervana Jugić-Salkić Emma Laine          |
| 21.06.  | Gausdal                                   | Victoria Larrière      | Malou Ejdesgaard Zuzana Linková          |
| 21.06.  | Alcobaça                                  | Magali de Lattre       | Anna Fitzpatrick Jade Windley            |
| 21.06.  | Davos                                     | Myriam Casanova        | Amanda Elliott Emelyn Starr              |
| 21.06.  | Rotterdam                                 | Kiki Bertens           | Iveta Gerlová Jana Jandová               |
| 21.06.  | Cleveland                                 | Madison Keys           | Sanaz Marand Caitlin Whoriskey           |
| 21.06.  | Buenos Aires                              | Paula Ormaechea        | Luciana Sarmenti Emilia Yorio            |
| 28.06.  | Cuneo Country Club Cuneo 2010             | Romina Oprandi         | Eva Birnerová Lucie Hradecká             |
| 28.06.  | Pozoblanco                                | Olivia Sanchez         | Akiko Yonemura Tomoko Yonemura           |
| 28.06.  | Stuttgart (Vaihingen)                     | Mandy Minella          | Mandy Minella Irena Pavlovic             |
| 28.06.  | Mont-de-Marsan                            | Petra Cetkovská        | Lara Arruabarrena Inés Ferrer Suárez     |
| 28.06.  | Toruń                                     | Xenija Perwak          | Teodora Mirčić Marija Mirkovic           |
| 28.06.  | Ystad                                     | Sofia Arvidsson        | Mervana Jugić-Salkić Emma Laine          |
| 28.06.  | Melilla                                   | Diana Stomlega         | Gaily De Wael Elina Gassanowa            |
| 28.06.  | Cremona                                   | Raffaella Bindi        | Lisa Sabino Andreea Văideanu             |
| 28.06.  | Gausdal                                   | Victoria Larrière      | Karen Barbat Mhairi Brown                |
| 28.06.  | Nonthaburi                                | Jessy Rompies          | Chen Yi Varatchaya Wongteanchai          |
| 28.06.  | Hefei                                     | Duan Yingying          | Tian Ran Zheng Saisai                    |